# Liste der Orte in der kreisfreien Stadt Koblenz

Wappen von Koblenz

Die Liste der Orte in der kreisfreien Stadt Koblenz listet den Hauptort und die 46 amtlich benannten Gemeindeteile (Ortsbezirke, Wohnplätze und sonstige Gemeindeteile) der kreisfreien Stadt Koblenz in Rheinland-Pfalz auf.
Es handelt sich dabei um das amtliche Verzeichnis der Gemeinden und Gemeindeteile und setzt sich zusammen aus dem vom Statistischen Landesamt Rheinland-Pfalz geführten amtlichen Namensverzeichnis der Gemeinden und dem vom Landesamt für Vermessung und Geobasisinformation Rheinland-Pfalz geführten amtlichen Verzeichnis der Gemeindeteile.
Damit gibt die Liste einen Einblick in die historischen und geografischen Strukturen im heutigen Stadtgebiet von Koblenz: Sie nennt historische Gemeinden einschließlich ihrer vom Hauptort abgegrenzten Gemeindeteile, die noch heute sowohl in der amtlichen Statistik als auch auf amtlichen topografischen Karten mit ihren Namen dargestellt werden. Die Gliederung der Stadt Koblenz in Stadtteile (siehe Liste der Stadtteile von Koblenz) folgt nicht an allen Stellen der amtlichen Gliederung; sie wird von den Gremien der Stadt für die eigenen Zwecke festgelegt und ist wiederholt verändert worden.

## Liste der Orte
Die amtlichen Gemeindeteile sind:
- Arenberg (Ortsbezirk Arenberg-Immendorf)
  - Forsthaus Elisenhof
  - Jagdhaus Elisenhof
  - Mühlenbacher Hof
  - Waldersdorf

- Arzheim (Ortsbezirk)

- Asterstein

- Bubenheim (Ortsbezirk)

- Ehrenbreitstein
  - Festung Ehrenbreitstein

- Güls (Ortsbezirk)
  - Am Schwellenberg
  - Bisholder
  - Fahrstück
  - Jufferwiese
  - Layerbach

- Horchheim

- Immendorf (Ortsbezirk Arenberg-Immendorf)

- Karthause
  - Forsthaus Kühkopf
  - Forsthaus Remstecken
  - Kondertal
  - Forstbetriebshof Kühkopf

- Kesselheim (Ortsbezirk)
  - Am langen Stein
  - St. Michaelshof

- Lay (Ortsbezirk)

- Lützel

- Metternich

- Moselweiß

- Neuendorf

- Niederberg
  - Haus Wester
  - Neudorf

- Oberwerth

- Pfaffendorf
  - Mariannenhof

- Rauental

- Rübenach (Ortsbezirk)
  - Werlesmühle
  - Zilzemühle

- Stolzenfels (Ortsbezirk)
  - Auf dem Gesetz (ehemals Gemeinde Rhens)
  - Königsbach
  - Siechhaustal

- Wallersheim